# Stop Islamization of America
Stop Islamization of America (SIOA), också känt som American Freedom Defense Initiative (AFDI), är en antimuslimsk, proisraelisk amerikansk organisation främst känd för sina kontroversiella, islamofobiska reklamkampanjer. Gruppen har beskrivits som extremistisk och högerextrem, och Southern Poverty Law Center (SPLC) har klassificerat SIOA som en antimuslimsk hatgrupp.
SIOA grundades 2010 av den politiska aktivisten Pamela Geller och författaren Robert Spencer. Dessa är organisationens ledare.